# فاليري أرورا
فاليري أرورا (بالإنجليزية: Valerie Aurora Henson)‏ مهندسة برمجيات وناشطة نسوية، تسعى لزيادة مشاركة المرأة في حركة الثقافة الحرة والتكنولوجيا مفتوحة المصدر، والثقافة مفتوحة المصدر. تُعرف أورورا أيضًا في مجتمع لينكس بمناصرتها لتطورات نظام ملفات لينكس الجديدة، بما فيها ChunkFS و the Union file system.
كان اسمها عند الولادة فال هنسون، لكنها غيرته قبيل عام 2009، واختارت اسمها الأوسط تيمنا بعالمة الحاسبات أنيتا بورغ.
في عام 2012 قامت مجلة SC Magazine بإعلان كلا من أرورا، وماري جاردينر، الشريك المؤسس لمبادرة آيدا، وهما من أكثر الأشخاص تأثيرًا في مجال أمن الحاسوب، وفي عام 2013 ربحت أرورا جائزة أورلي للمصادر المفتوحة.

## نشأتها
نشأت أروروا في ولاية نيومكسيكو، وتلقت تعليما منزليا، وانخرطت في البرمجة عندما حضرت مؤتمر ديف كون عام 1995، ودرست علوم الحاسوب والرياضيات في معهد نيو مكسيكو للتعدين والتكنولوجيا.

## البرمجة
كانت بداية انخراطها في نظام الملفات عام 2002 عندما تعاملت مع ZFS في شركة صن ميكروسيستمز، ثم انتقلت لاحقًا إلى آي بي إم، وعملت في مجموعة تيودور تسو، حيث وضعوا امتدادات لأنظمة ملفات لينكس إكس تي 2 وإكس تي 3.
فعّلت أرورا إكس تي 2 dirty bit و relative atime ‏ أثناء عملها في إنتل، وابتكرت فكرة ChunkFS جنبا إلى جنب مع أرجان فان دي فين، حيث يبسط اف اس سي كيه عن طريق تقسيم نظام الملفات إلى أجزاء مستقلة.
شاركت في تنظيم أول ورشة عمل نظام ملفات لينكس، من أجل اكتشاف كيفية نشر الوعي وزيادة التمويل لتطوير نظام الملفات، واعتبارًا من عام 2009 عملت كمطور نظام الملفات لدى شركة ريد هات، بالإضافة لعملها بدوام جزئي كـكاتبة علمية ومستشارة للينكس.

## مبادرة آدا
كونها ناشطة من أجل النساء في المصادر المفتوحة، انضمت أرورا لماري جاردينير وأعضاء من مدونة the Geek Feminism، لخلق سياسات تكافح التحرش الجنسي في المؤتمرات، بعد تعرض نورين آشلي للاعتداء الجنسي في ApacheCon 2010. استقالت أرورا من عملها كمطورة نواة لينكس في شركة ريد هات، وأسست في فبراير 2011 مبادرة آدا مع جاردنير، وتم تسمية المنظمة تيمنا بـ آدا لوفلايس التي عملت مع تشارلز بابيج، وتعد أول مبرمجة حاسوب. بعد مضي عامين أسست أرورا Double Union، معمل هاكر للنساء، مع إميليا جرينهول ‏ وليز هنري، ثم أغلقت مبادرة آدا في أكتوبر 2015.

## الكتابة
محتفظة بمدونة منذ 2007، فقد كتبت أرورا بصورة موسعة عن التشفير وتجارب النساء في المصادر المفتوحة، وشملت هذه التجارب وصفًا لديف كون والتحرش الذي وقع هناك[بحاجة لمصدر]، على حد قولها.
وقد أدلت بتعليق لـ«ذا فيرج» عن مشاركة مؤسسة الجبهة الإلكترونية في الدفاع القانوني عن أندرو أورنهايمر، الذي سُجن بتهمة القرصنة وسبق له التحرش ب كاتي سييرا، قالت أرورا «هذه حالة أخرى، لأنهم يقولون إن القضايا التي نهتم بها هي القضايا التي تهم الرجل الأبيض، ونحن أقل اهتمامًا بحماية النساء على الشبكة»، وقوبل هذا التعليق بشكل سلبي من قبل مديرة حرية التعبير الدولية في مؤسسة الجبهة الإلكترونية، جيليان يورك.
Donglegate هو جدل آخر حدث عام 2013 استدعى تعليقًا من أرورا، حيث تلقت آدريا رتشاردز، التي كانت حاضرة في مؤتمر بايثون، رد فعل عنيف بسبب إبلاغها عن محادثة جرت بين رجلين بالقرب منها، وأدانت أرورا التهديدات التي تلقتها رتشاردز، وصرّحت بأن مجموعة أنونيموس، عن طريق استخدام عدد كبير من الحواسيب، قاموا «بتمويه الضغط الاجتماعي»، وعند سؤالها عن إذا ما كان طرد أحد الرجلين هو تصرف مناسب، قالت «ليس لدي معلومات كافية لمعرفة ذلك»، وبعد مرور عامين، أشادت أرورا بنسبة الجنس في مؤتمر بايثون ووصفت جايدو ڤان روسم ومجتمع البايثون «أكبر قصة نجاح للمرأة في مجال المصادر المفتوحة»، وأعربت عن استحسانها ثقافة موقع تمبلر وصرحت بأن ابنة لينوس تورفالدس نموذج يُحتذى به.